# Олейник, Лада Викторовна
Лада Викторовна Олейник (бел. Лада Віктараўна Алейнік, родилась 19 марта 1970 года) — белорусский литературовед и критик, кандидат филологических наук (2002).

## Биография
Дочь белорусского советского писателя Виктора Дайлиды. Окончила филологический факультет БГУ в 1994 году по специальности «Белорусский и русский языки и литературы». Окончила аспирантуру того же факультета, в 2002 году защитила кандидатскую диссертацию «Творческая индивидуальность Лукаша Калюги: проблема стиля» под руководством доктора филологических наук, профессора Людмилы Синьковой. В настоящее время — доцент кафедры белорусской литературы и культуры филологического факультета БГУ.
Работала в журнале «Полымя» и газете «Літаратура і мастацтва». Занимается историей белорусской литературы XX и XXI века, изучением её места в контексте славянских литератур и белорусской литературной критики. Автор книги «Песочные часы: Литературно-критические статьи, очерки, рецензии, заметки», а также более 60 научных публикаций, ряда рецензий и обзоров в белорусской периодике.